# Liste der Bodendenkmäler in Paunzhausen
Auf dieser Seite sind die Bodendenkmäler in der oberbayerischen Gemeinde Paunzhausen zusammengestellt. Diese Tabelle ist eine Teilliste der Liste der Bodendenkmäler in Bayern. Grundlage ist die Bayerische Denkmalliste, die auf Basis des Bayerischen Denkmalschutzgesetzes vom 1. Oktober 1973 erstmals erstellt wurde und seither durch das Bayerische Landesamt für Denkmalpflege geführt wird. Die folgenden Angaben ersetzen nicht die rechtsverbindliche Auskunft der Denkmalschutzbehörde.

## Bodendenkmäler der Gemeinde Paunzhausen

### Bodendenkmäler in der Gemarkung Johanneck
| Lage                 | Objekt | Akten-Nr.     | Bild |
| -------------------- | --- | ------------- | ---- |
| Johanneck (Standort) | Untertägige mittelalterliche und frühneuzeitliche Befunde im Bereich der Katholischen Filialkirche Hl. Dreifaltigkeit in Walterskirchen und ihrer Vorgängerbauten.         | D-1-7535-0165 |      |
| Johanneck (Standort) | Untertägige mittelalterliche und frühneuzeitliche Befunde und Funde im Bereich der Katholischen Filialkirche Mariä Himmelfahrt von Johanneck und dem zugehörigen Friedhof. | D-1-7535-0169 |      |

### Bodendenkmäler in der Gemarkung Paunzhausen
| Lage                   | Objekt | Akten-Nr.     | Bild |
| ---------------------- | --- | ------------- | ---- |
| Paunzhausen (Standort) | Untertägige mittelalterliche und frühneuzeitliche Befunde und Funde im Bereich der Katholischen Pfarrkirche St. Stephanus von Paunzhausen und ihrer Vorgängerbauten mit Friedhof. | D-1-7535-0171 |      |